# The Cheyenne Raiders: or, Kit Carson on the Santa Fe Trail
The Cheyenne Raiders: or, Kit Carson on the Santa Fe Trail è un cortometraggio muto del 1910. Il nome del regista non viene riportato. È uno dei primi film dedicati alla figura del celebre Kit Carson, uomo di frontiera, guida, cacciatore ed esploratore.

## Produzione
Il film fu prodotto dalla Kalem Company.

## Distribuzione
Distribuito dalla General Film Company, il film uscì nelle sale cinematografiche USA il 24 giugno 1910.